# Drăndar, Varna
Drăndar (în bulgară Дръндар) este un sat în comuna Suvorovo, regiunea Varna,  Bulgaria. 

## Demografie
Componența etnică a satului Drăndar
     Turci (85,71%)
     Nicio identificare (14,28%)
     Altele (0%)
La recensământul din 2011, populația satului Drăndar era de 189 locuitori. Din punct de vedere etnic, majoritatea locuitorilor (85,71%) erau turci. Pentru 14,28% din locuitori nu este cunoscută apartenența etnică.